# Együttdöntési eljárás
Az Európai Unió maastrichti szerződése (aláírták 1992-ben, hatályos 1993-tól) néhány új területre kiterjesztette a Parlament hozzájárulási jogkörét, valamint – s ez volt az igazán jelentős lépés – bevezette az ún. együttdöntési eljárást, amely bizonyos területeken a Parlamentet a Tanáccsal egyenrangú döntéshozóvá tette. Ebben a döntéshozatali formában a Parlament már olyan döntéshozóként léphet fel, amelynek egyetértése nélkül nem is születhet döntés. Az együttdöntési eljárással a Parlament tulajdonképpen megkapta azt a társjogalkotói szerepet, amelyre évtizedek óta törekedett.
Ugyanakkor ennek jelentőségét jócskán korlátozta, hogy a maastrichti szerződés szerint a Parlamentet ez a jog csak 15 – az EU működése szempontjából nem is a legfontosabb – területen illette meg. Komoly áttörést hozott azonban e tekintetben az amszterdami szerződés (aláírták 1997-ben, hatályos 1999-től), amely további 23, tartalmát tekintve is fontos területre kiterjesztve, az együttdöntési eljárást meghatározó döntési mechanizmussá tette, és ezáltal az Európai Parlament már valóban komoly – bár továbbra sem egyenrangú – társjogalkotóvá vált.
A nizzai szerződéssel (aláírták 2001-ben, hatályos 2003-tól) további 5 terület kerül az együttdöntési eljárás alá, és később a bel- és igazságügyi kérdések egy részének a közösségi pillérbe utalásával a területek száma tovább nőtt.
A lisszaboni szerződés (aláírták 2007-ben, hatályos 2009-től) még ennél is tovább ment, és azzal, hogy a Parlamentet valódi társjogalkotóvá tette a rendes jogalkotási eljárás bevezetésével és új területekre való kiterjesztésével, a Tanáccsal egyenrangú jogalkotó intézményt hozott létre. Az Európai Parlament megnövekedett befolyása így már a döntéshozatali területek több mint háromnegyedére kiterjed, csupán a különleges jogalkotási eljárások (konzultáció, hozzájárulás) esetében maradt fenn a Tanács dominanciája.